# Такачихо (крейсер)
«Такачихо» («Такатихо») — японский бронепалубный крейсер II класса типа «Нанива», участвовавший в русско-японской войне. Второй по счёту бронепалубный крейсер, спроектированный в Японии (конструктор — генерал Сасо Сатю) и построенный в Великобритании по заказу японского правительства. Заложен 27 марта 1884 года.
17 октября 1914 года торпедирован вышедшим на прорыв из Циндао немецким эсминцем «S-90», после чего затонул. При этом погиб 271 член экипажа, включая капитана корабля Ито Сукеясу, выжило только трое моряков.

## Модернизации
К 1903 году крейсер перевооружили на скорострельные 152-мм орудия в палубных щитовых установках, барбеты были демонтированы. К началу русско-японской войны вооружение составило десять 152-мм орудий, две 57-мм пушки, два пулемёта и четыре 356-мм надводных торпедных аппарата.

## Командиры корабля
- капитан 1-го ранга Ямадзаки Кагэнори (山崎　景則) — с 28 мая 1886 года по 14 июля 1886 года[2].
- капитан 1-го ранга Ямамото Гомбэй — с 24 сентября 1890 года по 17 июня 1891 года[3].
- капитан 1-го ранга Ёсидзима Токиясу — с 17 июня по 14 декабря 1891 года[2].
- капитан 1-го ранга Сибаяма Яхати[англ.] — с 20 апреля по 20 декабря 1893 года[2].
- капитан 1-го ранга Уэмура Нагатака (植村 永孚) — с 1 апреля по 17 ноября 1896 года[3].
- капитан 1-го ранга Хаясаки Гэнго (早崎 源吾) — с 11 марта по 2 ноября 1898 года[4].
- капитан 1-го ранга Накао Ю (中尾 雄) — с 2 ноября 1898 года по 22 марта 1899 года[5].
- капитан 1-го ранга Нарита Кацуро (成田 勝郎) — с 13 марта по 31 мая 1902 года[6].
- капитан 1-го ранга Кадзикава Рёкити (梶川 良吉) — с 26 июня 1902 года по 7 июля 1903 года[6].
- капитан 1-го ранга Мори Итибэй (毛利 一兵衛) — с 7 июля 1903 года по 14 июня 1905 года[7].
- капитан 1-го ранга Ниси Синрокуро[яп.] — с 14 июня по 12 декабря 1905 года[7].
- капитан 1-го ранга Номагути Канэо (Nomaguchi, Kaneo) — с 7 апреля по 12 октября 1906 года[8].
- капитан 1-го ранга Тонами Куракити — с 12 октября 1906 года по 1 июля 1907 года[9].
- капитан 1-го ранга Аракава Киси (荒川 規志) — с 1 июля 1907 года по 28 августа 1908 года[10].